# Lakshmana
Pour le roi du Bengale du XIIe siècle, voir Lakshmana Sena.

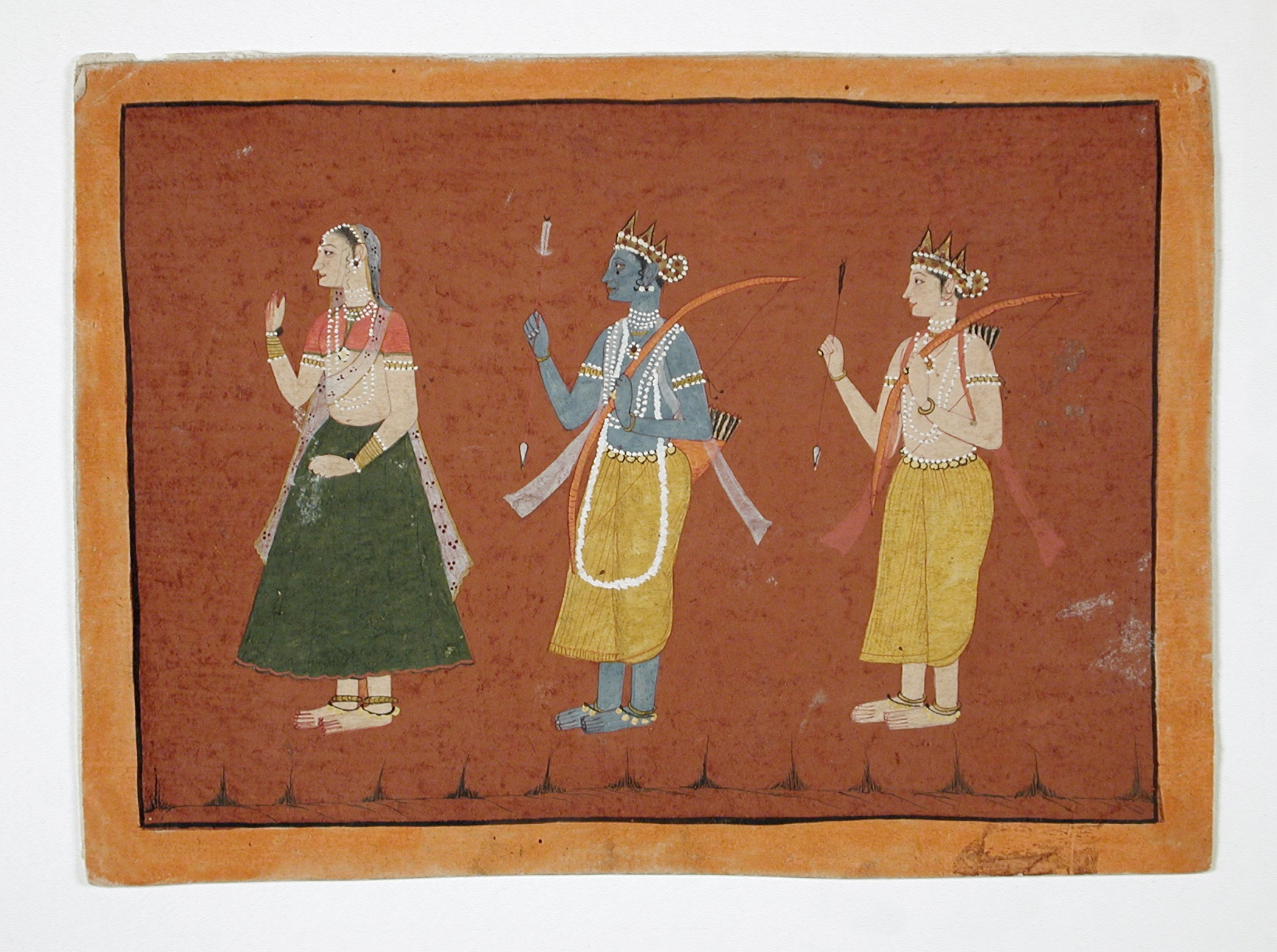
Sîtâ, Râma et Laksmana, manuscrit indien de la fin du XVIIe siècle.

Dans le Ramayana, une épopée de la mythologie hindouiste, Lakshmana (sanskrit : लक्ष्मण ; IAST Lakṣmaṇa) est le frère cadet du héros Râma. Il est issu du mariage entre le roi et sa troisième femme et il a un frère jumeau. Il choisit de son plein gré d'accompagner Râma dans son exil.
Contrairement à son aîné, avatar de Vishnou, qui est représenté avec la peau bleue, Lakshmana est reconnaissable à sa peau de couleur or pâle.